# Débitmètre électromagnétique
Pour les articles homonymes, voir DEM.

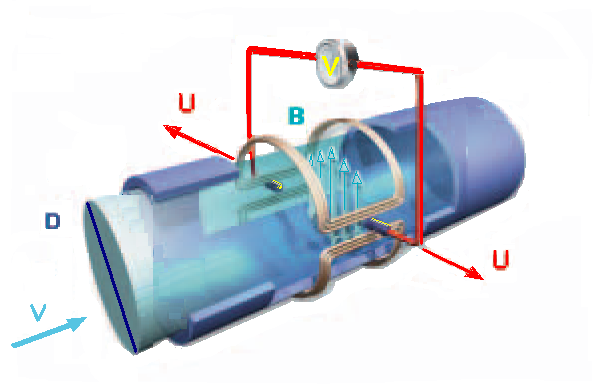
Principe de mesure

Un débitmètre électromagnétique (DEM) est un type de débitmètre utilisant le principe de l'induction électromagnétique. Pour ce faire, un champ magnétique est appliqué au fluide dont on souhaite mesurer le débit, ce qui crée une force électromotrice d'autant plus forte que le débit est élevé. Ce type de débitmètre nécessite que le fluide ait une conductivité électrique suffisante.
La relation entre la tension {\displaystyle U_{e}} et la vitesse du fluide {\displaystyle v} est donnée par :
{\displaystyle U_{e}=k\,D\,B\,v}
où {\displaystyle B} est le champ magnétique, {\displaystyle D} la distance entre les bornes (typiquement le diamètre de la conduite) et {\displaystyle k} une constante d'ajustement expérimentale.
L'influence de la conductivité du fluide est négligeable, tant qu'elle est suffisamment importante.
Puisque {\displaystyle B} et {\displaystyle D} sont souvent petits et {\displaystyle v} et {\displaystyle k} de l'ordre 1, la valeur de la tension à mesurer est souvent petite devant le volt.